# Schiulești, Prahova
Schiulești este un sat în comuna Izvoarele din județul Prahova, Muntenia, România. Este cunoscută mai ales datorită Mănăstirii Crasna. Localitatea este situată într-o zonă de munte, la 12 km nord de orașul Vălenii de Munte si la 5 km de Slănic Prahova.
 Acest articol despre o localitate din județul Prahova este deocamdată un ciot. Puteți ajuta Wikipedia prin completarea lui.